# پرچم جوبالند
پرچم جوبالند، پرچم رسمی این کشور است که در ۲۸ فوریه ۲۰۱۳ به رسمیت شناخته شد.

## آفریقای شرقی بریتانیا
در دوره‌ای که این کشور به‌عنوان یکی از استان‌های شرق آفریقا متعلق به بریتانیا بود، نوعی از پرچم آبی بریتانیا را داشت.

پرچم آفریقای شرقی بریتانیا